# Joseph Déjacque

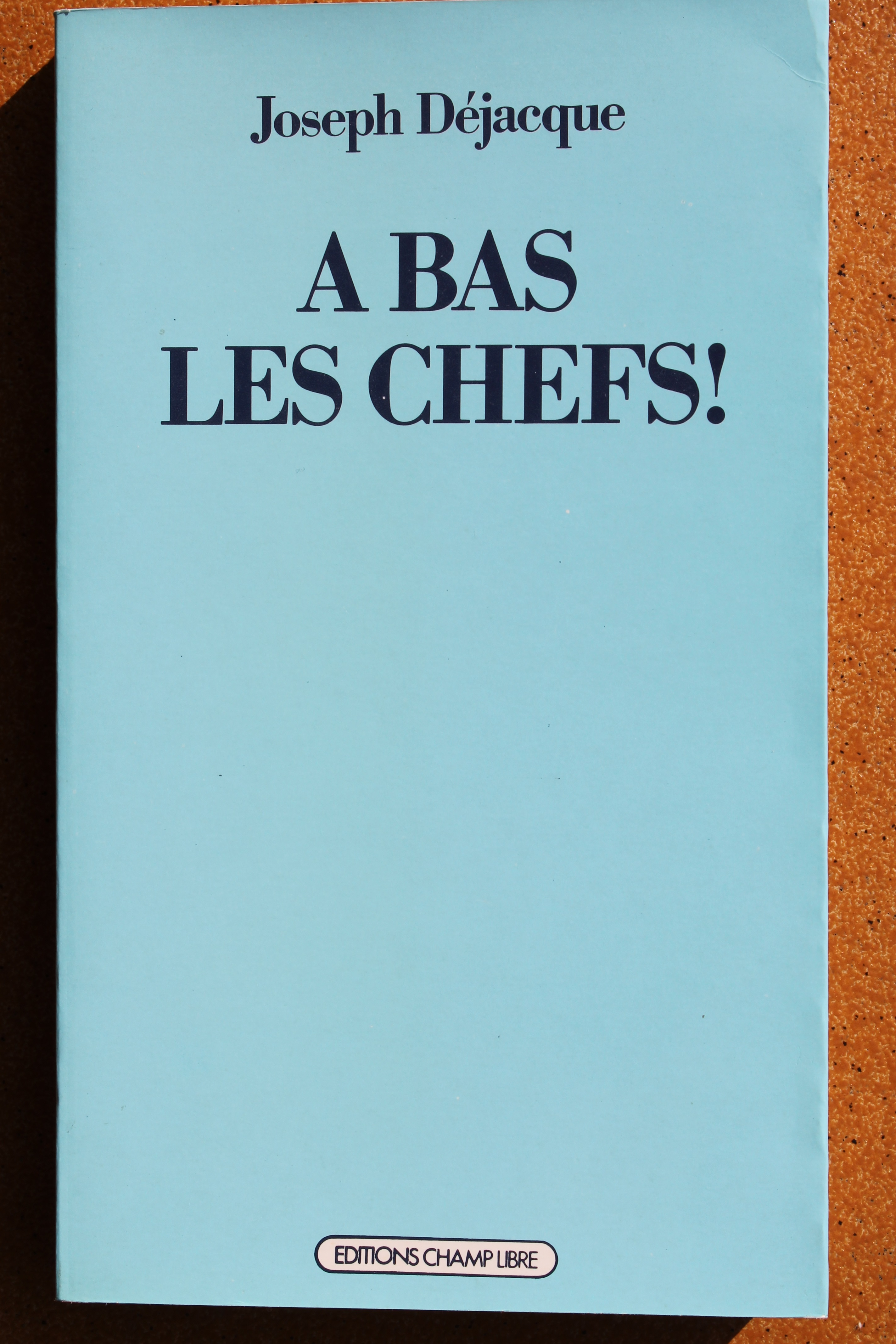
A bas les chefs !

Joseph Déjacque (geb. 27. Dezember 1821 in Paris; gest. 18. November 1864 ebenda) war ein früher französischer Anarchokommunist, Dichter, Philosoph und Schriftsteller.
Déjacque war die erste bekannte Person, die den Begriff „libertär“ (französisch: libertaire) zur Beschreibung seiner Person verwendete. In einem Brief aus dem Jahr 1857 kritisierte er Pierre-Joseph Proudhons Diskriminierung von Frauen und sein Eintreten für die Marktwirtschaft und das individuelle Eigentum an den Arbeitsprodukten. Déjacque legte diese Ideen in seiner Zeitung Le Libertaire – der ersten von vielen anarchistischen Zeitungen in vielen verschiedenen Sprachen mit dem Namen Libertaire – dar und betonte:

„Nein, es ist nicht das Produkt ihrer Arbeit, auf das die Arbeiter ein Anrecht haben. Es ist die Befriedigung ihrer Bedürfnisse, unabhängig von der Art dieser Bedürfnisse.“